# FIDE Grand Prix
FIDE Grand Prix er en serie turneringer arrangeret af verdensskakforbundet FIDE. Vinderen af Grand Prix-serien får en kvalifikationsmatch mod vinderen af World Chess Cup om en match mod den regerende verdensmester. Turneringen arrangeres første gang i 2008 – 2009.

## Grand Prix 2008 – 2009

### Spilledatoer og -steder
Grand Prix-serien i 2008 – 2009 består af seks turneringer med 14 deltagere i hver:
- 1) 20. april – 6. maj 2008 i Baku, Aserbajdsjan.
- 2) 30. juli – 15. august 2008 i Krasnojarsk, Rusland.
- 3) 13. december – 29. december 2008 i Doha, Qatar.
- 4) 14. april – 28. april 2009 i Montreux, Schweiz.
- 5) 1. august – 17. august 2009 i Elista, Rusland.
- 6) 7. december – 23. december 2009 i Karlovy Vary, Tjekkiet.

Istanbul, Tyrkiet, og Teheran, Iran, er reservebyer.
De kvalificerede til at deltage i Grand Prix-serien i 2008 – 2009 har forpligtet sig til at deltage i minimum fire ud af seks turneringer. Reserver indkaldes efter FIDEs regler.

### Grand Prix pointskala
Ved hver turnering kan man dels vinde pengepræmier, dels point til Grand Prix-serien efter følgende skala:
| Placering | Grand Prix points |
| --------- | ----------------- |
| 1         | 180               |
| 2         | 150               |
| 3         | 130               |
| 4         | 110               |
| 5         | 100               |
| 6         | 90                |
| 7         | 80                |
| 8         | 70                |
| 9         | 60                |
| 10        | 50                |
| 11        | 40                |
| 12        | 30                |
| 13        | 20                |
| 14        | 10                |

Ved ligestilling deles points og præmiepenge. I den samlede Grand Prix-stilling tæller man spillernes tre bedste resultater. Ved ligestilling findes en række tiebreak-regler.

### Grand Prix skema
De 14 øverste i skemaet har kvalificeret sig gennem deres resultater ved verdensmesterskaber og World Cup eller gennem deres ranglisteplacering.
| FIDE Grand Prix 2008 - 2009         | FIDE Grand Prix 2008 - 2009              | FIDE Grand Prix 2008 - 2009                   | FIDE Grand Prix 2008 - 2009       | FIDE Grand Prix 2008 - 2009          | FIDE Grand Prix 2008 - 2009        | FIDE Grand Prix 2008 - 2009                 | FIDE Grand Prix 2008 - 2009     |
| Spiller                             | 20. april-6. maj 2008 Baku, Aserbajdsjan | 30. juli-15. august 2008 Krasnojarsk, Rusland | 13.-29. december 2008 Doha, Qatar | 14.-28. april 2009 Montreux, Schweiz | 1.-17. august 2009 Elista, Rusland | 7.-23. december 2009 Karlovy Vary, Tjekkiet | Samlede points pr. februar 2008 |
| ----------------------------------- | ---------------------------------------- | --------------------------------------------- | --------------------------------- | ------------------------------------ | ---------------------------------- | ------------------------------------------- | ------------------------------- |
| Viswanathan Anand, Indien           |                                          |                                               |                                   |                                      |                                    |                                             | 0                               |
| Levon Aronian, Armenien             |                                          |                                               |                                   |                                      |                                    |                                             | 0                               |
| Magnus Carlsen, Norge               |                                          |                                               |                                   |                                      |                                    |                                             | 0                               |
| Boris Gelfand, Israel               |                                          |                                               |                                   |                                      |                                    |                                             | 0                               |
| Vasilij Ivantsjuk, Ukraine          |                                          |                                               |                                   |                                      |                                    |                                             | 0                               |
| Gata Kamsky, USA                    |                                          |                                               |                                   |                                      |                                    |                                             | 0                               |
| Sergej Karjakin, Ukraine            |                                          |                                               |                                   |                                      |                                    |                                             | 0                               |
| Vladimir Kramnik, Rusland           |                                          |                                               |                                   |                                      |                                    |                                             | 0                               |
| Péter Lékó, Ungarn                  |                                          |                                               |                                   |                                      |                                    |                                             | 0                               |
| Shakhrijar Mamedjarov, Aserbajdsjan |                                          |                                               |                                   |                                      |                                    |                                             | 0                               |
| Alexander Morozevitsj, Rusland      |                                          |                                               |                                   |                                      |                                    |                                             | 0                               |
| Teimour Radjabov, Aserbajdsjan      |                                          |                                               |                                   |                                      |                                    |                                             | 0                               |
| Alexej Sjirov, Spanien              |                                          |                                               |                                   |                                      |                                    |                                             | 0                               |
| Veselin Topalov, Bulgarien          |                                          |                                               |                                   |                                      |                                    |                                             | 0                               |
|                                     |                                          |                                               |                                   |                                      |                                    |                                             | 0                               |
|                                     |                                          |                                               |                                   |                                      |                                    |                                             | 0                               |
|                                     |                                          |                                               |                                   |                                      |                                    |                                             | 0                               |